# هيريراصور
الهيريراصور (وتعني «سحلية هيريرا»، وهوَ اسم المُزارع الذي اكتشفت فيه أول أحفورة للديناصور) هوَ ديناصور سحليُّ الورك وثنائيُّ الحركة وأحد أقدم الديناصورات التي عاشت على الأرض. اكتشفت جميعُ الأحافير المَعروفة لهذا الحيوان اللاحم في شمال غرب الأرجنتين ضمن طبقات الفترة اللادنية التي تُعد جزءاً من العصر الترياسي الوسيط، وقد أثبتت الدراسات أن هذه الأحافير تعود إلى وقت قبل 231.4 مليون عام. كان أول من وصفَ نوع الهيريراصور الرئيسي المُسمَّى «هيريراصور. الإسشغوالاستينيّ» هوَ الإحاثي أوزفالدو ريغ في عام 1963، ولا زال ذلك هو النوع الوَحيد المعروف للهيريراصور. في الوقت الحاضر يُعد اسما ديناصوري «الإسشيصور» و«الفرنغيوليصور» مُجرَّد مرادفين للهيريراصور، بعدَ أن افترض في السَّابق أنهما نوعان جديدان من الحيوانات.
ظلَّ تصنيف الهيريراصور غير واضح لسنوات طويلة بعدَ اكتشافه، وذلك نظراً إلى أن الأحفورة الوَحيدة التي كانت مُكتشفة له في ذلك الوقت ليست سوى بقايا متفتتة ومتشظية إلى حد كبير، ولذا فقد وُضعت عدة فرضيَّة حول تصنيفه، منها أنه من أسلاف الثيروبودات أو الصوربوديات أو سلحيات الورك أو أنه ليسَ ديناصوراً من الأساس. لكن بالرُّغم من ذلك أصبح يُصنف الهيريراصور بعدَ اكتشاف هيكل عظمي شبه مُكتمل له في عام 1988 على أنه إما ثيروبود أو سحليُّ وركٍ قديم جداً، وقد أيَّدت هذا 5 مُراجعات حديثة على الأقل لتاريخ تطور هذه الزواحف، بينما يَعتبر العديد من الباحثين أنها أكثر الثيروبودات المَعروفة بدائيَّة. كما يُعد الهيريراصور في الوقت الحاضر واحداً من أجناس فصيلة الهيريراصوريات سحليَّة الورك.

## الوصف
الهيريراصور هوَ لاحم ثنائيُّ الحركة خفيف البنية ذو ذيل طويل ورأس صغير نسبياً. يُقدر أن طوله تراوح من 3 إلى 6 أمتار، وأن ارتفاعه حتى الكتف تجاوز 1.1 متر، وربما وزن 210 إلى 350 كيلوغراماً. وفي إحدى أحافير الديناصور المُكتشفة - التي افترض وقتها أنها تنتمي إلى جنس جديد باسم «الفرنغيوليصور» - بلغ طول جُمجمة الحيوان 56 سنتيمتراً، بينما بلغ طولها في بعض الأحافير الأخرى الأصغر حجماً 30 سنتيمتراً فقط.

### الجمجمة
جُمجمة الهيريراصور نحيلة وطويلة عُموماً، لكنها كانت تفتقر تقريباً إلى جميع المُميزات التشريحيَّة المُعتادة عندَ الديناصورات، إلى حدِّ أن خواصها التشريحية كانت أقرب إلى الأركوصورات البدائيَّة مثل اليوباركاريا منها إلى الديناصورات الأخرى. تملك هذه الزواحف 5 أزواج من الثقوب في جماجمها، منها زوجان لمحجري العين وثقبي الأنف، ويُوجد بينهما زوج من الثقوب أمام العينيَّة وثقبان صَغيران قطرهما سنتيمتر واحد يَقعان أمام الفك العلوي، بالإضافة إلى ثقبين أخيرين وراء عينيَّين. وقد ساعدت كلُّ هذه الثقوب على تخفيف وزن جُمجمة الهيريراصور.
امتلكت هذه الديناصورات مِفصلاً مرناً في الفك السفلي، يُتيح لها تحريك فكها بسُهولة إلى الأمام والخلف لتوجيه عضات قويَّة إلى الفرائس، وهذه الميزة الجُمجميَّة غير مُعتادة بين الديناصورات، لكنها تطوَّرت عند بعض العظاءات الأخرى غير المُرتبطة بالهيريراصور. كما تملك هذه الزواحف أسناناً كبيرة مُسننة الحواف مُجهزة لتمزيق اللحم والتهامه، أما رقبتها فهيَ نحيلة وذات مفصل مرن.

### الأطراف
بلغَ طول ذراعي الهيريراصور حوالي نصف طول ساقيه، وقد كانت عظمتا العضد والكعبرة في ذراعه تحديداً قصيرتين، بينما كان عظم يديه طويلاً في المُقابل. أما بالنسبة لأصابعه فانتهت ثلاث منها - هيَ الإبهام والوسطى والسبابة - بمخالب حادَّة ومنحنية مُجهزة للتشبث بالطرائد، في حين كان إصبعا الخنصر والبنصر قصيرين جداً وبدون مخالب.
كان الهيريراصور حيواناً زوجيَّ الحركة على عكس مُعظم زواحف عصره، إذ امتلك ساقين قويَّتين وقدمين طويلتين وعظم فخذ قصيراً، وهذه العلامات كلها تدلُّ على الأرجح على أنه كان عدَّاءً سريعاً. لدى أقدام هذه الزواحف خمس أصابع مثل أيديها، لكن الأصابع الثلاث الوُسطى منها فقط كانت قادرة على تحمُّل وزن الجسد، في حين لم يَكن الإصبعان الأخيران قادرين على ذلك نظراً إلى صغر حجمهما، معَ أن أحدهما امتلك مخلباً صغيراً. كان ذيل الهيريراصور غير مرن نسبياً بسبب تداخل بعض النتؤات العظميَّة الفقاريَّة فيه، لكنه لعبَ دوراً هاماً في مُوازنة الجسد ومُساعدة الحيوان على زيادة سُرعته.

### الخواص التشريحيَّة
يَلف الكثير من الغمُوض تشريح الهيريراصور، إذ أنه يَملك في الوَقت ذاته العديد من صفات الديناصورات والأركوصورات غير الديناصوريَّة، ومعَ أنه يَتشارك مع الديناصورات مُعظم خواصها التشريحيَّة فلا زالت تُوجد بعض الاختلافات بينهما، خصوصاً من ناحية هيئة عظام الفخذ والساقين. يُشبه تجويف حوض هذه الزواحف حوض الديناصورات سحليَّة الورك، لكنه يَختلف عنها قليلاً بخصوص عظم مفصل الحوض (وهيَ النقطة التي يَلتقي فيها عظم الفخذ مع عظم الحوض)، حيث أنه لا يَكون مفتوحاً إلا بشكل جزئيٍّ عندها. أما عظم الإيليوم (وهوَ عظم الفخذ الرئيسيّ) فليسَ مُرتبطاً إلا بعجزين، وهذه ميزة اكتسبها الهيريراصور من أسلافه، وبالإضافة إلى ذلك فإن أصول الفقرات عنده ذات شكل ساعة رملية شبيه بالحال عندَ الألوصور.

## التصنيف
تُنسب فصيلة الهيريراصور إليه، حيث تسمى الهيريراصوريات نظراً إلى كل الديناصورات التي تضمها مُشابهة للهيريراصور، كما أنها عاشت جميعاً في العصر الترياسي المتأخر وكانت بذلك بعض أقدم الديناصورات على وجه الأرض مثله تماماً. ليسَ من الواضح بالضبط أين موقع هذه الفصيلة في الشجرة التطوريَّة الديناصوريَّة، إذ توصلت مُعظم دراسات القرن الواحد والعشرين إلى أنها أسلاف للثيروبودات، لكن بالمُقابل فربما تكون في الوَاقع أسلافاً لسحليات الورك أو ربما لا تنتمي إلى مجموعة الديناصورات من الأساس، حيث أنه من المُحتمل أنها عاشت قبل ظهور سحليَّات وطيريات الورك. على الرغم من أن مُعظم الدراسات العلميَّة توصلت إلى كون الهيريراصوريَّات من أسلاف الثيروبودات الواغلة في القدم، فقد رأت بعضها أنها مُجرَّد أسلاف لفرع حيويٍّ يُسمى «يو-سحليات الورك»، وهيَ مجموعة فرعيَّة من سحليات الورك تضمُّ الثيروبودات والصوربوديَّات، وهُما المجموعتان الرئيسيتان لتلك الرتبة، أي أن المقصودَ هو أن الهيريراصوريَّات أقرب تصنيفياً إلى الأسلاف الأصليَّة لرتبة سحليات الورك من الثيروبودات أو الصوربوديَّات الحقيقيَّة، وبذلك فهيَ لا تنتمي فعلياً لأي من المجموعتين لكنها تنتمي إلى الرتبة الرئيسيَّة. ولجعل الأمور أكثر بلبلة فإن الربط بين الحقب الزمنيَّة لطبقات صخور الحيوانات الأرضيَّة غير دقيق، ولا يُمكن الاعتماد عليه تماماً لتقييم السلم التطوري لها.
ربما يَنتمي أيضاً إلى هذه المجموعة - المُتفرعة من رتبة سحليات الورك الرئيسيَّة - ديناصورات الإيورابتور الذي اكتشف هوَ الآخر في تشكيل إسشيغوالاتسو بالأرجنتين مثل الهيريراصور، والستوريكوصور الذي اكتشف في تشكيل سانتا ماريا بالبرازيل، والتشينديصور الذي اكتشف في تشكيل تشينل بالولايات المتحدة، لكن معَ ذلك فإن العلاقات التصنيفيَّة بين هذه الديناصورات ليست مفهومة جيداً بعد ولا يَتفق عليها جميع الإحاثيِّين. يُعرف بعض الباحثين فصيلة الهيريراصوريَّات على أنها المَجموعة لتي تضمُّ الهيريراصور والستوريكوصور وأحدث سلف عامٍ لهُما، بينما يُعرِّفها آخرون على أنها المَجموعة التي تضم نوع «الهيريراصور. الإسشيغوالاستينيّ» وأقاربه وَحدهم. وقد كان المُصنف «لانجر» عام 2004 هوَ أوَّلَ من وضع تعريفاً مبنياً على العلاقات التطوريَّة لمجموعة الهيريراصور، معَ أنه لم يَكن لفصيلة الهيريراصوريَّات نفسها بل لتحت رتيبة الهيريراصوريا.

## تاريخ الاكتشافات
كان من أطلق اسم الهيريراصور على هذا النوع من الديناصورات هوَ الإحاثي «أوزفالدو ريغ» نسبة إلى راعي ماشية أنديزي يُدعى «فيكتورينو هيرَّا»، إذ كان أوَّل من عثرَ على أحافير الديناصور في صخور مكشوفة قرب مدينة سان جوان عام 1959، وقد كانت هذه الصخور التي عثر فيها على الأحفورة جزءاً من تشكيل إسشيغوالاتسو العائد إلى العصر الترياسي المتأخر. وعلى الرغم من أنه تبين لاحقاً أن الأحفورة كانت تعود إلى إيورابتور، اكتشفت بعد ذلك بفترة أحفورة جديدة لديناصور آخر، فأطلق عليها ريغ اسمَ الهيريراصور. وتعتبر تلك الأحفورة اليوم جزءاً من بقايا لهيريراصور إسشغوالاستيني يافع. لكن ما لبث أن اكتشف هيكلان جديدان جزئيَّان معَ بقايا جمجمة، فأطلق عليهما الإحاثي «فرناندو نوفاس» اسم «فرنغويليصور الإسشغوالاستينيّ» عام 1986، ويُعتبر اليوم أن تلك العينات هي الأخرى تعود إلى هيريراصور إسشغوالاستينيّ.
اعتقد ريغ أن الهيريراصور كان سلفاً مبكراً للكارنوصور، وقد كان هذا موضع جدل بين العُلماء لمدة تزيد عن 30 عاماً بعد ذلك، ونتيجة له وُضع الجنس ضمن تصنيفات عديدة مُختلفة. ففي عام 1970 صنف بعض العلماء الهيريراصور على أنه صوربوديٌّ، ثمَّ اعتبر آخرون في عام 1972 أنه غير قابل للتصنيف في مجموعة غير سحليات الورك. ولاحقاً أجرى البعض تحليلات باستخدام علم التفريع على عدة أجناس من الديناصورات وتوصلوا إلى أن الهيريراصور والستوريكوصور يَقعان على منبع شجرة الديناصورات، لكن ذلك كان قبل فصل مجموعتي سلحيات وطيريات الورك. وقد وصل الأمر معَ بعض الباحثين إلى تصنيف الهيريراصور على أنه لا يَنتمي إلى مجموع الديناصورات من أساسها.
لكن على الرغم من هذه الاكتشافات فلم يُعثر على جمجمة هيريراصور مُكتملة حتى عام 1988، عندما وجدها فريق من الإحاثيين بقيادة باول سيرينو. وصنف بعض الباحثين الآخرين بناءً على تلك الأحفورة ديناصور الهيريراصور على أنه يَقع عند منبع شجرة سحليات الورك، قبل أنفصام الثيروبودات والصوربوديات وأخذ كل منهما لمساره التطوري المستقل. لكن معَ ذلك فضل باول تصنيفه مع فصيلته - الهيريراصوريات - على أنهما ثيروبودات بدائيَّة. وقد أصبحَ هذان التصنيفان الآن هما الأكثر قبولاً وشيوعاً في المجتمع العلمي، ولدى كل منهما مؤيدون ومعارضون. وفي حال كان الهيريراصور ثيروبوداً بالفعل فسيَعني هذا أن الثيروبودات والصوربوديات وطيريات الورك انفصمت عن بعضها البعض قبلَ ظهور الهيريراصوريات، أي قبل الفترة الكارنية، وسيَعني أيضاً أن «كلاً من مسارات الديناصورات التطورية الثلاث طورت بشكل مستقل عن الأخرى خواصاً ديناصورية مُتعددة، كمفصل الكاحل المُتطور على سبيل المثال». وتدعم هذا الرأي أكثر سجلات الأحافير التي اكتشفت فيها آثار أقدام كبيرة ثلاثيَّة الأصابع لا يُمكن أن تنسب إلا لثيروبود، وتعود هذه الآثار إلى الفترة اللادينية (الترياسي الوسيط) في «تشكيل لوس راستروس» بالأرجنتين، مما يَعني أنها سبقت ظهور الهيريراصور بحوالي 3 إلى 5 ملايين سنة.
لدى دراسة الديناصورات الواغلة في القدم مثل الهيريراصور والإيورابتور فوائد كبيرة في مجال بحث الديناصورات كمجموعة أحادية العرق (أي مجموعة انحدرت بكاملها من سلف مشترك واحد). كانت أوَّل مرة طرحت فيها فكرة أحادية عرق الديناصورات بوضوح في السبعينيات، عندما اقترحها الإحاثيان «غالتون» و«روبرت ت. باكر»، إذ جمعا قائمة بالتشابهات التشريحية الجمجميَّة والهيكليَّة التي اكتسبتها الديناصورات من سلفها المشترك الواحد (ولاحقاً وضعا قائمة أخرى بالمزيد من التشابهات المُحتملة). لكن معَ ذلك وجدت دراسة مُفصَّلة للهيريراصور أجريت عام 1992 أن تشابهاً جمجمياً واحداً وبضع تشابهات هيكلية فقط من بين جميع هذه التشابهات التشريحيَّة كانت مُكتسبة فعلاً من السلف المشترك، في حين أن الأخرى جميعاً كان يُمكن نسبها إلى التطور التقاربي (وبالإضافة إلى ذلك اقترحت الدراسة الجديد بنفسها عدداً جديداً من التشابهات).

## الخواص البيئية
معَ أن شكل جسد الهيريراصور العامّ كان مُشابهاً للديناصورات اللاحمة الكبيرة أكثر من غيرها، فقد عاش في الوَاقع قبل 230 مليون سنة، أي عندما كانت لا تزال الديناصورات كائنات صغيرة وضئيلة الحجم. ففي تلك الفترة كانت الزواحف المهيمنة على الأرض هيَ تلك غير الديناصوريَّة، وكانت حقبة مفصليَّة في تاريخ بيئة الكوكب. وبالنسبة لمحيط الهيريراصور نفسه، فقد تألفت أحافير الحيوانات الفقاريَّة في تشكيل إسشوالاتسو - الذي اكتشفت فيه أولى عظام هذا الديناصور - ولاحقاً «تشكيل لوس كولورادوس» بشكل رئيسيٍّ من أنواع مختلف من الأركوصورات ووالزواحف الثديّيَّة، فعلى سبيل المثال في إسشغوالاتسو لا تمثل الديناصورات سوى نسبة 6% من إجماليّ عدد الأحافير التي اكتشفت فيه، وبذلك فكان الهيريراصور فريداً من نوعه في تلك البيئة. لكن بالرغم من هذه الحال خلال حقبة الهيريراصور، فبنهاية العصر الترياسي أصبحت الديناصورات الحيوانات المُهمينة على كوكب الأرض وحلت مكان الزواحف الأخرى القديمة مثل الأركوصورات والزواحف الثديية، والتي انحدرت أعدادها وأصبحت محدودة أكثر بعد ذلك.

## المرجع
1. 1 2  Sereno، P.C. (1988). "New evidence on dinosaur and mammal origins from the Ischigualasto Formation (Upper Triassic, Argentina)". Journal of Vertebrate Paleontology. ج. 8 ع. 3, supplement: 26A. {{استشهاد بدورية محكمة}}: الوسيط author-name-list parameters تكرر أكثر من مرة (مساعدة)
2. 1 2 3 4 5 6  Sereno، P.C. (1992). "The complete skull and skeleton of an early dinosaur". Science. ج. 258 ع. 5085: 1137–1140. DOI:10.1126/science.258.5085.1137. PMID:17789086. {{استشهاد بدورية محكمة}}: الوسيط author-name-list parameters تكرر أكثر من مرة (مساعدة)
3. ↑  Alcober، Oscar A. (2010). "A new herrerasaurid (Dinosauria, Saurischia) from the Upper Triassic Ischigualasto Formation of northwestern Argentina". ZooKeys. ج. 63: 55–81. DOI:10.3897/zookeys.63.550. {{استشهاد بدورية محكمة}}: الوسيط author-name-list parameters تكرر أكثر من مرة (مساعدة)صيانة الاستشهاد: دوي مجاني غير معلم (link)
4. 1 2 3 4  Reig, O.A. (1963). "La presencia de dinosaurios saurisquios en los "Estratos de Ischigualasto" (Mesotriásico Superior) de las provincias de San Juan y La Rioja (República Argentina)". Ameghiniana (بالإسبانية). 3 (1): 3–20.
5. ↑  Holtz, Thomas R. Jr. (2011) Dinosaurs: The Most Complete, Up-to-Date Encyclopedia for Dinosaur Lovers of All Ages, Winter 2010 Appendix. نسخة محفوظة 17 مايو 2017 على موقع واي باك مشين.
6. 1 2  Nesbitt، S. J.؛ Smith، N. D.؛ Irmis، R. B.؛ Turner، A. H.؛ Downs، A.؛ Norell، M. A. (2009). "A complete skeleton of a Late Triassic saurischian and the early evolution of dinosaurs". ساينس. ج. 326 ع. 5959: 1530–1533. DOI:10.1126/science.1180350. PMID:20007898. {{استشهاد بدورية محكمة}}: الوسيط غير المعروف |lastauthoramp= تم تجاهله يقترح استخدام |name-list-style= (مساعدة).
7. ↑  Airhart، Marc (10 ديسمبر 2009). "New Meat-Eating Dinosaur Alters Evolutionary Tree". Jackson School of Geosciences. مؤرشف من الأصل في 2011-10-02.
8. 1 2  Paul، G.S. (1988). Predatory Dinosaurs of the World. New York: Simon and Schuster. ص. 248–250. ISBN:0-671-68733-6. مؤرشف من الأصل في 2020-08-02.
9. 1 2 3 4 5 6  Langer، Max C. (2004). "Basal Saurischia". في Weishampel, David B.; Dodson, Peter; and Osmólska, Halszka (eds.) (المحرر). The Dinosauria (ط. 2nd). Berkeley: University of California Press. ص. 25–46. ISBN:0-520-24209-2. مؤرشف من الأصل في 2021-04-21. {{استشهاد بكتاب}}: |محرر= باسم عام (مساعدة)صيانة الاستشهاد: أسماء متعددة: قائمة المحررين (link)
10. 1 2 3  Sereno، P.C. (1993). "The skull and neck of the basal theropod Herrerasaurus ischigualastensis". Journal of Vertebrate Paleontology. ج. 13: 451–476. DOI:10.1080/02724634.1994.10011525. {{استشهاد بدورية محكمة}}: الوسيط author-name-list parameters تكرر أكثر من مرة (مساعدة)
11. ↑  Sereno، P.C. (2007). "The phylogenetic relationships of early dinosaurs: a comparative report". Historical Biology. ج. 19 ع. 1: 145–155. DOI:10.1080/08912960601167435. ISSN 0891-2963.
12. ↑  McDowell، S.B., Jr. (1954). "The systematic position of Lanthanotus and the affinities of the anguinomorphan lizards". Bulletin of the American Museum of Natural History. ج. 105: 1–142. {{استشهاد بدورية محكمة}}: الوسيط author-name-list parameters تكرر أكثر من مرة (مساعدة)صيانة الاستشهاد: أسماء متعددة: قائمة المؤلفين (link)
13. 1 2 3  Novas، F. E. (1994). "New information on the systematics and postcranial skeleton of Herrerasaurus ischigualastensis (Theropoda: Herrerasauridae) from the Ischigualasto Formation (Upper Triassic) of Argentina". Journal of Vertebrate Paleontology. ج. 13 ع. 4: 400–423. DOI:10.1080/02724634.1994.10011523.
14. ↑  Sereno، P.C. (1993). "The pectoral girdle and forelimb of the basal theropod Herrerasaurus ischigualastensis". Journal of Vertebrate Paleontology. ج. 13: 425–450. DOI:10.1080/02724634.1994.10011524.
15. 1 2 3  Brinkman، D.B. (1987). "A staurikosaurid dinosaur from the Upper Triassic Ischigualasto Formation of Argentina and the relationships of the Staurikosauridae". Palaeontology. ج. 30: 493–503. {{استشهاد بدورية محكمة}}: الوسيط author-name-list parameters تكرر أكثر من مرة (مساعدة)
16. ↑  Ezcurra، M.D. (2010). "A new early dinosaur (Saurischia: Sauropodomorpha) from the Late Triassic of Argentina: a reassessment of dinosaur origin and phylogeny". Journal of Systematic Palaeontology. ج. 8: 371–425. DOI:10.1080/14772019.2010.484650.
17. ↑  Colbert، E.H. (1970). "A saurischian dinosaur from the Triassic of Brazil". American Museum Novitates. ج. 2405: 1–39.
18. ↑  Long، R.A. (1995). "Late Triassic (Carnian and Norian) Tetrapods from the Southwestern United States". New Mexico Museum of Natural History and Science, Bulletin 4: 1–254. {{استشهاد بدورية محكمة}}: استعمال الخط المائل أو الغليظ غير مسموح: |صحيفة= (مساعدة) والوسيط author-name-list parameters تكرر أكثر من مرة (مساعدة)
19. ↑  Chatterjee، S. (1994). "Alwalkeria (Theropoda) and Morturneria (Plesiosauria), new names for preoccupied Walkeria Chatterjee, 1987 and Turneria Chatterjee and Small, 1989". Journal of Vertebrate Paleontology. ج. 14 ع. 1: 142. DOI:10.1080/02724634.1994.10011546. {{استشهاد بدورية محكمة}}: الوسيط author-name-list parameters تكرر أكثر من مرة (مساعدة)
20. 1 2 3  Novas، F. E. (1992). "Phylogenetic relationships of the basal dinosaurs, the Herrerasauridae". Palaeontology. ج. 35: 51–62.
21. ↑  Sereno، P.C. (1998). "A rationale for phylogenetic definitions, with application to the higher-level taxonomy of Dinosauria". Neues Jahrbuch für Geologie und Paläontologie, Abhandlungen. ج. 210 ع. 1: 41–83.
22. ↑  Rogers، R. R. (1993). "The Ischigualasto tetrapod assemblage (Late Triassic, Argentina) and 40Ar/39Ar dating of dinosaur origins". Science. ج. 260 ع. 5109: 794–797. DOI:10.1126/science.260.5109.794. PMID:17746113. {{استشهاد بدورية محكمة}}: الوسيط author-name-list parameters تكرر أكثر من مرة (مساعدة)
23. ↑  Sereno، P.C. (1993). "Primitive dinosaur skeleton from Argentina and the early evolution of Dinosaurs". Nature. ج. 361 ع. 6407: 64–66. DOI:10.1038/361064a0. {{استشهاد بدورية محكمة}}: الوسيط author-name-list parameters تكرر أكثر من مرة (مساعدة)
24. ↑  Novas, F. E. (1986). "Un probable terópodo (Saurischia) de la Formación Ischigualasto (Triásico superior), San Juan, Argentina". IV Congreso Argentino de Paleontología y Bioestratigrafía, Mendoza, november 23-27 (بالإسبانية). 2: 1–6.
25. ↑  Steel، R. (1970). "Part 14. Saurischia. Handbuch der Paläoherpetologie/Encyclopedia of Paleoherpetology". Gustav Fischer Verlag, Stuttgart: 1–87.
26. ↑  Galton، P.M. (1973). "On the anatomy and relationships of Efraasia diagnostica (Huene) n.gen., a prosauropod dinosaur (Reptilia: Saurischia) from the Upper Triassic of Germany". Paläontologische Zeitschrift. ج. 47 ع. 3/4: 229–255.
27. ↑  Paul، G.S. (1984). "The segnosaurian dinosaurs: relics of the prosauropod-ornithischian transition?". Journal of Vertebrate Paleontology. ج. 4: 507–515. DOI:10.1080/02724634.1984.10012026.
28. ↑  Novas، F. E. (1989). "The tibia and tarsus in Herrerasauridae (Dinosauria, incertae sedis) and the evolution and origin of the dinosaurian tarsus". Journal of Paleontology. ج. 63: 677–690.
29. ↑  Gauthier، J.A., Cannatella, D., Queiroz, K., Kluge, A.G., and Rowe, T. (1989). "Tetrapod phylogeny". في Fernholm، K. Bremer, & Jörnvall, H. (المحرر). The Hierarchy of Life. Amsterdam: Elsevier Science Publishers B. V. ص. 337–353.{{استشهاد بكتاب}}:  صيانة الاستشهاد: أسماء متعددة: قائمة المؤلفين (link)
30. ↑  Holtz، T.R., Jr. (1995). "Definition and diagnosis of Theropoda and related taxa". Journal of Vertebrate Paleontolology. ج. 15 ع. 3, supplement: 35A. {{استشهاد بدورية محكمة}}: الوسيط author-name-list parameters تكرر أكثر من مرة (مساعدة)صيانة الاستشهاد: أسماء متعددة: قائمة المؤلفين (link)
31. ↑  Bonaparte, J.F. (1995). "Notas sobre el primer cráneo de Riojasaurus incertus (Dinosauria, Prosauropoda, Melanorosauridae) del Triásico superior de La Rioja, Argentina". Ameghiniana (بالإسبانية). 32: 341–349. {{استشهاد بدورية محكمة}}: الوسيط author-name-list parameters تكرر أكثر من مرة (help)
32. ↑  Rauhut، O.W.M. (2003). "The interrelationships and evolution of basal theropod dinosaurs". Special Papers in Palaeontology. ج. 69: 1–213.
33. ↑  Bittencourt، J. (2004). "The phylogenetic position of Staurikosaurus pricei from the Triassic of Brazil". Journal of Vertebrate Paleontology. ج. 24 ع. 3, supplement: 39A. {{استشهاد بدورية محكمة}}: الوسيط author-name-list parameters تكرر أكثر من مرة (مساعدة)
34. ↑  Langer، M.C (2006). "Early dinosaurs: a phylogenetic study". Journal of Systematic Palaeontology. ج. 4 ع. 4: 309–358. DOI:10.1017/S1477201906001970. {{استشهاد بدورية محكمة}}: الوسيط author-name-list parameters تكرر أكثر من مرة (مساعدة)
35. ↑  Irmis، Randall B. (2007). "A Late Triassic dinosauromorph assemblage from New Mexico and the rise of dinosaurs". Science. ج. 317 ع. 5836: 358–361. DOI:10.1126/science.1143325. PMID:17641198. {{استشهاد بدورية محكمة}}: الوسيط author-name-list parameters تكرر أكثر من مرة (مساعدة)
36. ↑  White، A.T. (2003). "Theropoda: Basal Theropods". Palaeos.com. مؤرشف من الأصل في 2010-12-20. اطلع عليه بتاريخ 2007-07-20. {{استشهاد ويب}}: الوسيط author-name-list parameters تكرر أكثر من مرة (مساعدة)
37. ↑  Forster، C.A. (1995). "New vertebrate material from the Los Rastros Formation (Middle Triassic), La Rioja province, northwestern Argentina". Journal of Vertebrate Paleontology. ج. 15 ع. 3, supplement: 29A. {{استشهاد بدورية محكمة}}: الوسيط author-name-list parameters تكرر أكثر من مرة (مساعدة)
38. ↑  Arcucci, A. C. (1998). "Una nueva icnofauna de la Formación Los Rastros, Triásico Medio, en la Quebrada de Ischichuca Chica (Provincia de La Rioja, Argentina)". Acta Geológica Lilloana (بالإسبانية). 18: 152. {{استشهاد بدورية محكمة}}: الوسيط author-name-list parameters تكرر أكثر من مرة (help)
39. ↑  Bakker، R.T. (1974). "Dinosaur monophyly and a new class of vertebrates". Nature. ج. 248 ع. 5444: 168–172. Bibcode:1974Natur.248..168B. DOI:10.1038/248168a0. {{استشهاد بدورية محكمة}}: الوسيط author-name-list parameters تكرر أكثر من مرة (مساعدة)
40. ↑  Bonaparte، J. F. (1976). "Pisanosaurus mertii Casimiquela and the origin of the Ornithischia". Journal of Paleontology. ج. 50: 808–820.
41. ↑  Bonaparte، J. F. (1982). "Faunal replacement in the Triassic of South America". Journal of Vertebrate Paleontology. ج. 2: 362–371. DOI:10.1080/02724634.1982.10011938.
42. ↑  Bonaparte, J.F. (1979). "Faunas y paleobiogeografía de los tetrápodos mesozoicos de América del Sur". Ameghiniana, Revista de la Asociación Paleontológica Argentina (بالإسبانية). 16 (3–4): 217–238.
43. ↑  Benton، Michael J. (1999). "Origin and early evolution of dinosaurs". في Farlow، James O.؛ Brett-Surman، M.K. (المحررون). The Complete Dinosaur. Indiana University Press. ص. 204–215. ISBN:0-253-21313-4.
44. ↑  Parrish، J. Michael (1999). "Evolution of the archosaurs". في Farlow، James O.؛ Brett-Surman، M.K. (المحررون). The Complete Dinosaur. Indiana University Press. ص. 191–203. ISBN:0-253-21313-4.